# Bernard Magnin
Bernard Magnin (Bellegarde-sur-Valserine, 29 gennaio 1943 – Nizza, 24 novembre 2021) è stato un cestista francese.

## Palmarès
- Campionato francese: 3

ASVEL Lyon-Villeurbanne: 1968-69, 1970-71, 1971-72